# Thevetia amazonica
Thevetia amazonica é uma espécie de planta da família Apocynaceae e do gênero Thevetia.  
A descrição do táxon por Adolpho Ducke menciona a preença da espécie em campos de várzea do curso inferior do Rio Amazonas, que chama atenção por suas flores amarelas e que era, então, chamada na região da Ilha do Marajó de mama de cachorro.

## Taxonomia
O táxon foi descrito oficialmente em 1922 por Adolpho Ducke. 